# Pasul Rotunda
Pasul Rotunda numit și Pasul Rodna (germană Rodnaer Pass, maghiară Radnai-hágó) este trecătoare din Carpații Orientali, situată pe DN17D la  1271 m altitudine , care face legătura dintre văile Someșulului Mare (Transilvania) situată spre sud-vest și Bistriței Aurii (care debușează spre Moldova) situată spre nord-est.

## Date geografice
Trecătoarea este situată între Munții Rodnei – aflați la est și Munții Suhard – aflați la vest, pe culmea dintre vârful Nichitaș (1451 m) – aflat la vest și Picioru Zaclei  –  aflat la est, între orașul–stațiune Sângeorz-Băi aflat la sud-vest și Comuna Cârlibaba aflată la nord-est.
Deși cu indicativ de drum național, șoseaua situată dincolo de Valea Mare spre  Cârlibaba și care trece prin pas, este un drum neasfaltat. Există totuși intenția de a-l moderniza.
Cele mai apropiate stații de cale ferată sunt la Rodna pe linia ferată secundară 418 și Mestecăniș pe linia ferată secundară 502.
În apropiere spre nord se află Pasul Cârlibaba, spre vest Pasul Șetref, spre nord-vest Pasul Prislop, spre sud-est Pasul Mestecăniș și spre sud Pasul Tihuța.

## Repere
Istorie
În martie 1241 în timpul Marii Invazii Mongole, o coloană tătară trecută spre Transilvania prin Pasul Cârlibaba, se divide și una dintre părți coboară prin Pasul Rotunda spre valea Someșului.
Facilități turistice
Din pas pornește extremitatea vestică a traseului de creastă al Munților Rodnei. Aici există o cabană și o pârtie de schi (fără transport pe cablu).
Aici are loc anual Hora de la Rotunda, o manifestare desfășurată în fiecare an în prima duminică din luna septembrie pe vârful  Rotunda și, organizată de comunele Cîrlibaba (Suceava), Șanț, Maieru și Măgura Ilvei (Bistrița-Năsăud). Prima ediție a avut loc în anul 2009.
Printre altele, în zonă se mai află
- un poligon militar.[13]
- un Cimitir al Eroilor[14]

## File de istorie
Drumul, a fost construit în 1859, pentru a leaga „Țara Năsăudului” de Bucovina.

## Obiective turistice de interes situate în apropiere
- Parcul Național Munții Rodnei
- Parcul Natural Munții Maramureșului
- Satul Rodna: Muzeul Etnografic și al Mineritului, ansamblul bisericii „Sf.Mare Mucenic Gheorghe” (secolul XIII), biserica romano-catolică (secolul XVIII)
- Muzeul Rădăcinilor, aflat  pe DN18 aproape de limita cu județul Maramureș, la confluența Bistriței Aurii cu valea Vulcănescu[necesită citare]